# 方明 (1964年)
方明（1964年—），女，江西人，中华人民共和国教师、政治人物，广东省佛山市南海区石门中学教师，佛山市人大代表。
因2012年1月9日上午在佛山“两会”南海区代表团的分组讨论现场表示“百姓是教好的，不是养好的，就像溺爱的孩子不可能是孝子，溺爱的百姓也可能比较刁民”而引起轩然大波。